# Mass Rapid Transit Manila

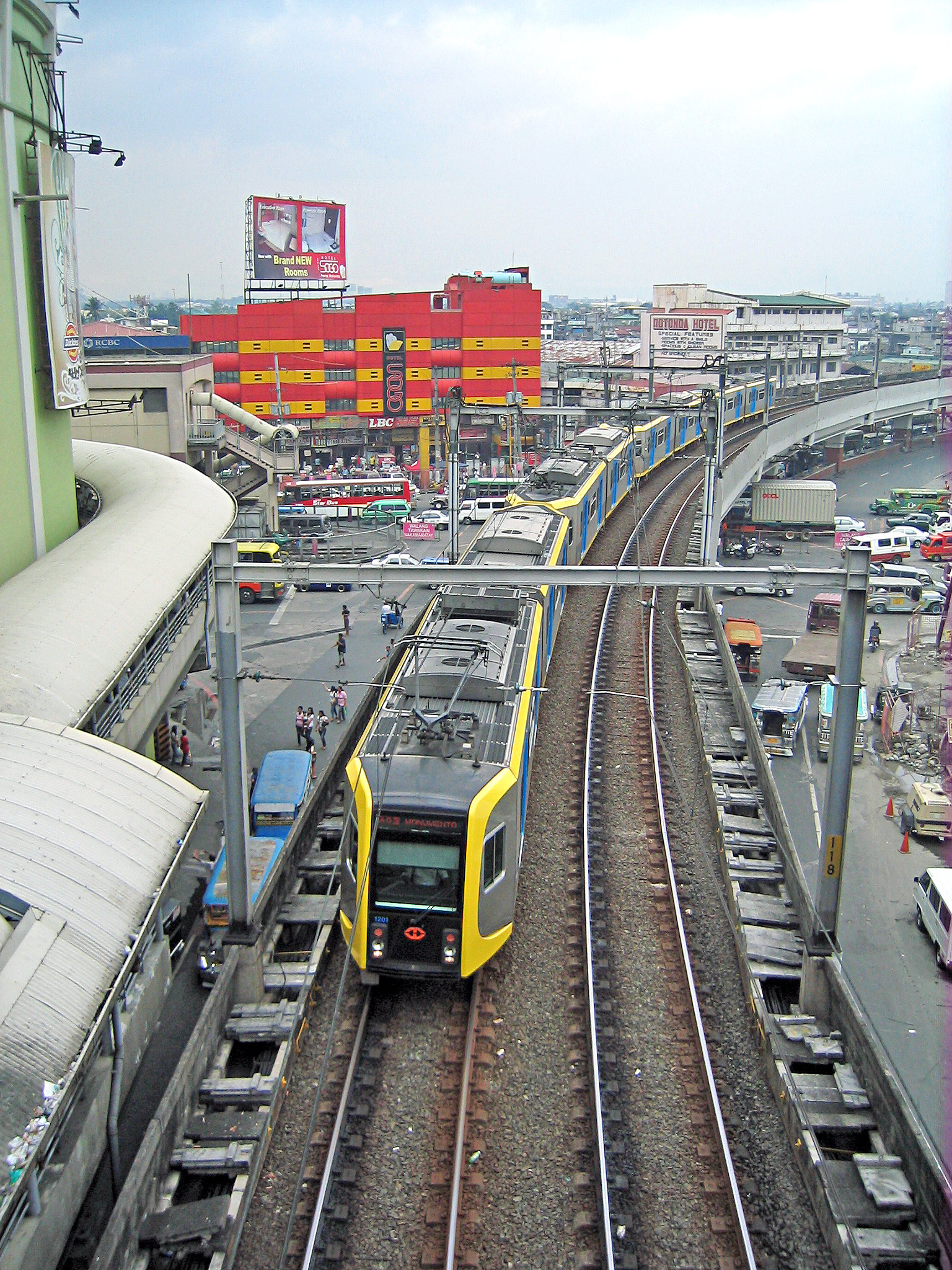
Zug der LRT1-Linie fährt von Baclaran kommend in die Station EDSA ein

Die U-Bahn Manila ist das U-Bahn-System der philippinischen Hauptstadt Manila. Es wurde erstmals am 1. Dezember 1984 mit der Strecke LRT 1 in Betrieb genommen, in den Folgejahren weiter ausgebaut und verfügt derzeit über drei Linien. 2023 wurden täglich knapp 800.000 Fahrgäste befördert. Das Netz ist in zwei Teile unterteilt. Die Linien 1 und 2 sind als LRT Manila (Light Rail Transit) im Besitz der Light Rail Transit Authority (LRTA), während die Linie 3 und weitere in Bau befindliche Linien als MRT Manila (Metro Rail Transit) bezeichnet werden. Die Linien 1 und 3 werden mit kleineren und leichteren Fahrzeugen betrieben.

## Allgemeiner Betrieb
Die Betriebszeiten sind von 5 Uhr morgens bis spätestens 22 Uhr (abhängig von Linie und Wochentag). Während der Hauptverkehrszeiten beträgt die Zugfolge 3 Minuten, sonst 5 bis 7 Minuten. Der Fahrpreis beträgt zwischen 10 und 20 PHP pro Einzelfahrt, abhängig von der zu fahrenden Entfernung. Seit dem 9. September 2001 werden magnetisch codierte Chipkarten als Fahrkarten eingesetzt, die die vorherigen Wertmarken ablösten. Sie sind als Einzelfahrscheine und als 100-PHP-Werttickets erhältlich. Letztere können mehrfach verwendet werden, bis der aufgeladene Betrag „abgefahren“ ist. Bei diesen 100-PHP-Tickets erhält der Passagier zudem einen Last Ride Bonus, d. h. die letzte Fahrt ist auf jeden Fall noch möglich, selbst wenn das verbleibende Restguthaben auf der Karte bereits weniger als der reguläre Fahrpreis für die entsprechende Strecke beträgt. Die Ticketpreise wurden seit Anfang der 2000er Jahre nicht erhöht und liegen nach wie vor bei maximal 15 Pesos pro Einzelfahrt auf den Linien 2 und 3. Auf der Linie 1 wurde der maximale Preis nach Verlängerung der Strecke im Norden auf maximal 20 Pesos angepasst. Insgesamt liegen die Fahrpreise damit deutlich unter den Preisen für Bustickets auf vergleichbaren Strecken. Aufgrund massiv gestiegener Betriebskosten jedoch wurde für die Jahre 2013 und 2014 eine Preiserhöhung in zwei Stufen von jeweils 5 Pesos angekündigt. Auch nach dieser geplanten Erhöhung der Fahrpreise ist der Betrieb bei weitem nicht kostendeckend und muss vom Staat massiv subventioniert werden. Laut Angaben des DOTC (Department of Transportation and Communications, auf Deutsch Ministerium für Transport und Kommunikation) kostete beispielsweise die Beförderung eines Fahrgastes auf der Linie 3 von Anfangs- bis Endstation rund 60 Pesos – das vierfache des damaligen Ticketpreises von 15 Pesos. Daraus ergeben sich staatliche Subventionen in Höhe von 7 bis 9 Mrd. Pesos jährlich allein für diese Linie. Zunächst wurde die geplante Fahrpreiserhöhung jedoch nicht umgesetzt. In einer öffentlichen Anhörung im Dezember 2013 konnte kein Konsens gefunden werden, die anvisierte Erhöhung wurde von Verbraucherschützern und Interessenvertretern massiv kritisiert.
Bei Betriebsstörungen wird in den Haltestellen mit „Code Yellow 1“ auf Verspätungen der Züge und mit „Code Yellow 2“ auf Zugausfälle wegen technischer Störungen hingewiesen. Der jeweils erste Wagen eines jeden Zuges darf nur von Frauen benutzt werden.
Die Linien 1 und 2 werden von der LRTA (Light Rail Transit Authority), einem staatlichen Unternehmen, betrieben. Die Linie 3 betreibt dagegen die MRTC (Metro Rail Transit Corporation), ein privates Unternehmen, im Rahmen eines Betreibermodells unter Konzession des DOTC.
2015 erfolgte eine Modernisierung der Kartenlesegeräte im Eingangsbereich der Stationen. Im Zuge dessen wurden die vormaligen 100-PHP-Werttickets durch sogenannte Beep-Karten ersetzt. Hierbei handelt es sich um eine aufladbare Smartcard für kontaktloses Bezahlen mittels NFC-Technik. Das Beep-Kartensystem wird von der Firma AF Payments Incorporated betrieben. Neben den drei LRT/MRT-Linien werden die Karten auch auf einigen Buslinien, an Mautstationen und sogar vereinzelt in Geschäften als Zahlungsmittel akzeptiert. Ein weiterer Ausbau der Akzeptanzstellen ist vorgesehen. Diese Smartcards sind für einen Preis von 20 PHP an den Ticketschaltern an den Bahnstationen erhältlich und können mit einem Guthaben von bis zu 10.000 PHP aufgeladen werden, welches dann maximal 4 Jahre gültig ist. Unabhängig hiervon gibt es auch weiterhin Tickets für Einzelfahrten.

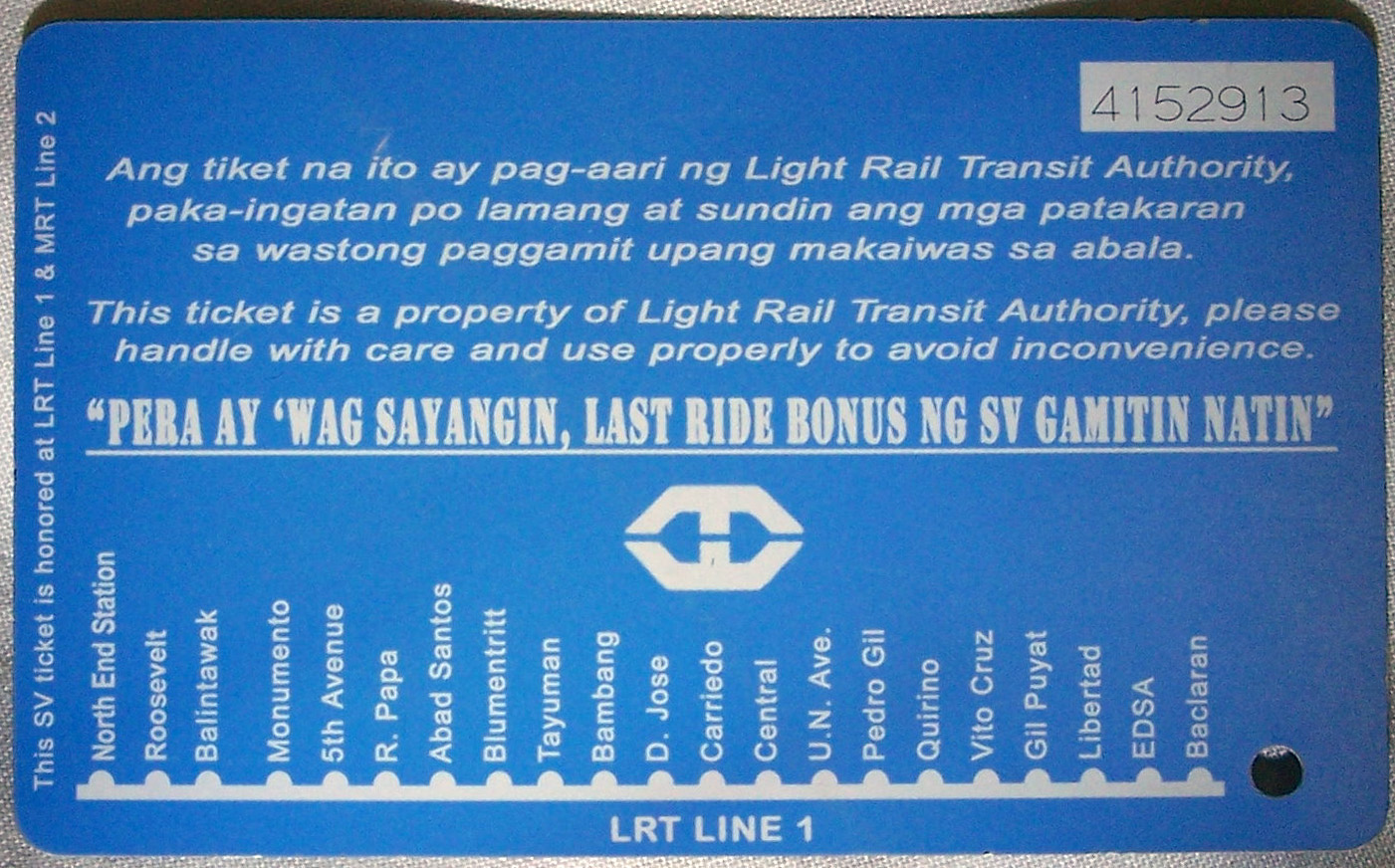
Ticket für die Linien 1 und 2

## Streckennetz

### Linie 1 / grüne Linie
Die Strecke der grünen Linie 1 (bis 2011 als „gelbe Linie“ bezeichnet), die auch unter dem Namen „Metrorail“ bekannt ist, wird durchgehend aufgeständert auf vorgefertigten Betonstelzen (erdbebensicher) als Hochbahn geführt und verläuft von Nord nach Süd weitgehend entlang der Rizal- und der Taft-Allee. Der erste Abschnitt von Baclaran im Süden nach Central mit 9 Haltestellen auf 8 Kilometern Länge wurde am 1. Dezember 1984 eröffnet. Bei der weiteren Inbetriebnahme im Juni 1985, der Abschnitt war wegen des Baus der Querung des Pasig-Flusses aufwändig, wurde die Strecke um weitere neun Haltestellen auf 7 Kilometern bis zur Station Monumento erweitert. Insgesamt wurden somit 18 Haltestellen auf der 15 Kilometer langen Strecke bedient. Die Bahnsteige konnten jahrelang nur über Treppen erreicht werden, da keine Rolltreppen und Aufzüge vorhanden waren. Erst mit der Inbetriebnahme der rund 4 Kilometer langen Verlängerung über zwei Haltestellen bis zur Station Roosevelt im Laufe des Jahres 2010 kamen die ersten leichter zugänglichen Haltestellen hinzu. Im Zuge der südlichen Erweiterung und gleichzeitigen Modernisierung der Strecke seit 2018 werden auch die vorhandenen Haltestellen nach und nach modernisiert und nachgerüstet. Es bestehen Umsteigemöglichkeiten zu Bussen und Jeepneys an den Haltestellen Central, Monumento und Baclaran (südliche Endhaltestelle). In den Zügen sind die Abschnitte gleich am Anfang und am Ende eines jeden Zuges für Bedürftige (Senioren, Behinderte, stillende Mütter und Mütter mit Kindern) reserviert. Gleich im Anschluss daran befinden sich Abschnitte, die nur von Frauen benutzt werden dürfen. Die Spurweite beträgt 1435 mm (Normalspur), die Spannung der Oberleitung beträgt 750 Volt. Anfangs wurden nur Züge der belgischen Firma BN ACEC eingesetzt. Hierbei handelte es sich um 8-achsige Waggons mit 2,5 Metern Breite und 29,28 Metern Länge, welche jeweils maximal 374 Fahrgäste befördern können. Sie verkehrten anfangs in der Konfiguration mit zwei Wagen pro Zug.
Aufgrund von Verkehrsstaus und Luftverschmutzung erreichte die Linie 1 bereits in den 1990er Jahren ihre Kapazitätsgrenze. Aufgrund der vorzeitigen Abnutzung verfiel die Strecke so sehr, dass Züge auf dem Weg zum Hauptbahnhof auf Kriechtempo abbremsen mussten, um weitere Schäden an den darunter liegenden Stützträgern zu vermeiden, da Berichten zufolge Risse auftraten. Die vorzeitige Alterung der Linie 1 führte zu einem umfangreichen Sanierungs- und Strukturkapazitätserweiterungsprogramm mit Hilfe der staatlichen Entwicklungshilfe Japans.
Die Kapazitätserweiterung war eines der Flaggschiffprojekte der Regierung von Präsident Fidel V. Ramos. Ein Darlehensvertrag für die erste Phase des Kapazitätserweiterungsprojekts wurde 1994 unterzeichnet. Im August 1996 erhielt ein Konsortium aus Marubeni Corporation, Adtranz und ABB den Auftrag. Das Projekt umfasste die Beschaffung von sieben Vier-Wagen-Zügen der neuen LRTA 1100-Klasse, die bei Hyundai Precision und Adtranz bestellt wurden. Die vollklimatisierten Einheiten haben 6-achsige Wagen mit 2,59 Metern Breite und 26,5 Metern Länge und können jeweils maximal 450 Fahrgäste befördern, sie besitzen 4 Türen pro Seite und werden durch einen Wechselstrom-Induktionsmotor angetrieben. Außerdem erfolgte die Sanierung und Umwandlung der ursprünglichen Zwei-Wagen-Züge der LRTA 1000-Klasse in Drei-Wagen-Züge mithilfe des belgischen Herstellers bis 2001. Gleichzeitig mit der Einführung der vierteiligen Züge wurden die Bahnsteige verlängert.
In der zweiten Phase wurde die Passagierzahl erhöht. Die Kapazität betrug nach den Maßnahmen der ersten Phase 27.000 Passagiere pro Richtung während der Hauptverkehrszeiten. Diese sollte durch neue Züge auf 40.000 Passagiere gesteigert werden. Dies erforderte den Kauf von 12 weiteren Vier-Wagen-Zügen, die als LRTA-1200-Klasse bezeichnet wurden, sowie zusätzlich eine Modernisierung der Signalanlagen, Zugfunksysteme, Stromversorgung und -verteilung, Fahrkartenkontrollen und Baumaßnahmen an einigen Haltestellen und den Depots, um diese an die neuen Züge anzupassen. Im April 2002 war die Phase 2 und somit die Generalüberholung der Bahnanlagen der LRT 1 abgeschlossen. Seitdem sind alle Züge klimatisiert. Neben den belgischen Zügen werden seither Züge von Hyundai Rotem / Adtranz und Nippon Sharyo, so dass ab 2002 Züge von drei verschiedener Baureihen auf der Linie 1 verkehrten.
Zur weiteren Erhöhung der Kapazität und um Züge der ersten Baureihe, die bereits seit fast vier Jahrzehnten im Einsatz sind, ablösen zu können, wurde wieder mit Finanzierungshilfe Japans im Jahr 2017 der Auftrag für 30 neue, vierteilige Zuggarnituren an CAF und Mitsubishi erteilt. Nach einigen Verzögerungen in der Produktion starteten die ersten Einheiten, die als LRTA-13000-Klasse bezeichnet werden, am 20. Juli 2023 ihren Betriebseinsatz.

### Linie 2 / blaue Linie
Die umgangssprachlich „Megatren“ genannte blaue Linie 2 (bis 2011 als „lila Linie“ bezeichnet) verläuft von Westen (Manila) in östlicher Richtung über Quezon City, Pasig und Marikina bis nach Antipolo. Bis auf die Station Katipunan, die als einzige Haltestelle unterirdisch liegt, ist sie ebenfalls durchgehend auf Viadukten geführt. Der Bau des ersten Abschnittes begann 1998 mit zunächst elf Haltestellen auf 13,8 Kilometern, die sich von der Station Recto mit Umsteigemöglichkeit zur Linie 1 an der Station Doroteo Jose im Westen entlang der Recto-Allee, Magsaysay-Boulevard und Aurora-Boulevard bis zur vorübergehenden Endstation Santolan und dem dortigen Zugdepot in Pasig befinden. 2021 wurde eine Verlängerung der Strecke um 2 Haltestellen und knapp 4 Kilometer in Richtung Osten über Marikina-Pasig bis zur neuen Endstation Antipolo eröffnet. Zur Erleichterung des Umsteigens mit der Linie 1 verbindet eine 2005 eröffnete Fußgängerbrücke die Stationen Recto und Doroteo Jose. Alle Züge auf der Linie 2 stammen vom südkoreanischen Hersteller Hyundai Rotem und sind klimatisiert.

### Linie 3 / gelbe Linie
Die in der Bevölkerung „Metrostar“ genannte gelbe Linie 3 (bis 2011 als „blaue Linie“ bezeichnet) verläuft entlang der Ringstraße Epifanio de los Santos Avenue (EDSA). Sie nahm am 16. Dezember 1999 ihren Betrieb auf und besitzt seit dem 20. Juli 2000 eine Umsteigeverbindung zur Linie 1 an der Haltestelle EDSA/Taft Avenue (Stationsname an der Linie 1 ist EDSA). Eine weitere Umsteigemöglichkeit besteht zur Linie 2 an der Station Araneta Center-Cubao. Die Gesamtlänge beträgt heute 16,8 Kilometer mit insgesamt 13 Haltestellen. Die Strecke ist im nördlichen Teil durchgehend auf Viadukten gebaut, südlich der Station Santolan wechseln ebenerdige und aufgeständerte Streckenabschnitte, zudem liegt die Station Buendia zu Beginn eines Tunnels und die Station Ayala in einem Trog. Bei den auf dieser Linie seit Beginn eingesetzten Züge handelt es sich um die Baureihe Tatra RT8D5 des tschechischen Herstellers ČKD Tatra. Alle Züge sind mit einer Klimaanlage versehen.
Die Benutzerzahlen blieben in den ersten Monaten nach Eröffnung deutlich hinter den Erwartungen zurück. Als Gründe wurden der hohe Fahrpreis im Vergleich zu damaligen Preisen für Bustickets und der erschwerte Zugang der Haltestellen nur über Treppen angeführt. In den Folgejahren jedoch stiegen die Fahrgastzahlen deutlich an. Sie liegen heute weit über der geplanten Kapazität, was durch die notorisch überfüllten Zügen deutlich wird. Ursprünglich auf 350.000 Passagiere pro Tag ausgelegt nutzen heute rund 600.000 Menschen täglich die Linie 3. Daher beschloss die Verwaltung von Metro Manila im Februar 2013 die Anschaffung von 52 zusätzlichen Triebwagen für die MRT Linie 3. Diese würde die Kapazität der Linie um rund zwei Drittel erhöhen. Allerdings konnten diese ab 2016 gelieferten neuen 48 Züge aus China, von CRRC gebaute Dalian 8MLB LRV, die als Baureihe MRTC 3100 bezeichnet werden, bisher nicht im Planbetrieb eingesetzt werden. Es gibt Probleme mit Sicherheitstechnik der Züge und es gab auch Schwierigkeiten mit der Kapazität der Stromversorgung des bestehenden MRT-3-Systems. Zwar gab der Oberste Gerichtshof dem Department of Transports im Jahr 2022 Recht und die Züge könnten theoretisch in Betrieb gehen. Allerdings stehen bei den meisten Triebzügen der Baureihe 3100 noch Tests zur Einsatzbereitschaft an. Diese Verzögerung ist auf ausstehende finanzielle Verpflichtungen und ungelöste Probleme mit CRRC Dalian zurückzuführen. Ein Bericht der Commission on Audit (COA) hebt den ungeklärten Status dieser Züge hervor und zeigt, dass einige der vorläufig zugelassenen Zuggarnituren mit ungelösten Problemen behaftet sind, die sich negativ auf ihre betriebliche Zuverlässigkeit auswirken. Folglich wurden diese Züge bisher nicht im aktiven Betrieb eingesetzt.

## Weiterer Ausbau

### Linie 1

#### Lückenschluss im Norden
Nach der Erweiterung der Linie im Norden in Quezon City im Jahr 2012 fehlt immer noch eine gemeinsame Station mit der Linie 3, welche den Passagieren einen direkten Übergang ermöglicht. Bis dato endet die Linie 1 an der Station Roosevelt und es verbleibt eine Lücke von etwa 1,4 Kilometern bis zur Station North Avenue der Linie 3. Der ursprünglich bereits 2009 geplante Bau der gemeinsamen Station verzögerte sich mehrfach wegen gerichtlicher Auseinandersetzungen bezüglich der Lage dieser gemeinsamen Station. Als neuer Termin für den Baubeginn war zuletzt der Dezember 2017 genannt worden, tatsächlich begannen die Bauarbeiten schließlich am 7. Mai 2018. An dieser gemeinsamen Station soll dann zukünftig auch ein Übergang auf die im Bau befindliche neue Linie 7 möglich sein. Zudem ist der Bau einer zusätzlichen Haltestelle Malvar zwischen den Stationen Monumento und Balintawak in Caloocan City vorgesehen.

#### Südverlängerung
Die zwischenzeitlich als eigenständige Linie 6 konzipierte Südverlängerung der Linie 1 in die Vororte Parañaque und Las Piñas sowie einem Anschluss der Nachbarprovinz Cavite mit der südlichsten Haltestelle außerhalb von Metro Manila in Bacoor, ist zwischenzeitlich im Bau. Studien hatten bereits in den 1990er-Jahren ein positives Kosten-Nutzen-Verhältnis ergeben, allerdings scheiterten die ersten Anläufe zur Umsetzung 1999 und 2002 an der Finanzierung. Das Projekt wurde dann im März 2012 von Präsident Benigno Aquino III erneut als öffentlich-privates Partnerschaftsprojekt genehmigt. Die Konstruktionsphase für die Linie 1 Süd war ursprünglich von 2013 bis 2018 vorgesehen, hat sich aber verzögert durch den erst im 4. Quartal 2017 erfolgten Baustart. Aktuell wird von einer vollständigen Inbetriebnahme im 4. Quartal 2027 ausgegangen. Auf dem ersten Bauabschnitt, der sog. Phase 1, über 6,2 Kilometer mit fünf neuen Haltestellen bis zur vorläufigen Endstation Dr. Santos fand am 19. Dezember 2023 die erste Testfahrt statt, aktuell geht der Betreiber LRMC davon aus, diese Phase 1 im 4. Quartal 2024 eröffnen zu können.
Die Südverlängerung der Linie 1 wird insgesamt 11,7 Kilometer lang sein, der überwiegende Teil von 10,5 Kilometern wird über Viadukte geführt, 1,2 Kilometer werden ebenerdig gebaut. Acht neue Haltestellen sind im Bau, für zwei weitere, die später nachträglich eingefügt werden können, werden Bauvorleistungen erbracht. Die neuen Gleise sind abwärtskompatibel zu der jetzigen Linie, sodass die gesamte Strecke auch mit den alten Zügen ohne Unterbrechung befahrbar sein wird.

### Linie 2
Im Westen ist eine Verlängerung von der Station Recto über 3,0 Kilometer und zwei weitere Haltestellen Tutuban und Divisoria bis zur neuen Endstation Pier 4 in Manilas Nordhafen im District Tondo derzeit im Bau. Der Abschnitt wird durchgehend aufgeständert entlang der Recto-Avenue und des Mel-Lopez-Boulevards geführt. Die Fertigstellung wird derzeit für das dritte Quartal 2026 terminiert.

### Linie 3
Am nördlichen Ende der Linie 3 an der Station North Avenue in Quezon City fehlt noch der Lückenschluss bis zur Station Roosevelt der Linie 1. Nach Verlängerung der Linie LRT 1 in östlicher Richtung ist seit Mitte 2012 die Lücke im Gleis geschlossen, jedoch fehlt noch die gemeinsame Haltestelle, welche den Passagieren einen direkten Übergang zwischen den beiden Linien ermöglichen soll. Deren Bau hat sich mehrfach verzögert.

### Linie 4
Als neue Linie 4 ist eine 15,5 Kilometer lange, über 10 Haltestellen verfügende zweigleisige Strecke von der Station EDSA/Ortigas an der Linie 3 Richtung Südosten nach Taytay in der Provinz Rizal geplant. Die Strecke soll durchgehend aufgeständert verlaufen und 2028 in Betrieb gehen. In der Projektbeschreibung für die Linienfestlegung von 2022 war dafür auch die Möglichkeit einer Einschienenbahn vorgesehen, zwischenzeitlich hat sich das Department of Transportation jedoch auf Empfehlung des Planungsbüros IDOM wegen des zu erwartenden großen Passagieraufkommens und der einfacheren Verfügbarkeit der Technologie für eine normalspurige, aufgeständerte Eisenbahn entschieden.

### Linie 7
Die Linie 7, auch bekannt als MRT-7-Projekt, ist seit Oktober 2017 in Bau. Beginnend in Quezon City an der Station North Edsa, dort mit Übergang zur Station North Avenue der Linie 3, soll die neue Linie mit insgesamt 14 Haltestellen und einer Streckenlänge von 22,8 Kilometern überwiegend aufgeständert und durchgehend zweigleisig via Caloocan bis nach San Jose del Monte in Bulacan führen. Ein etwa 2,5 Kilometer langer Abschnitt unter dem Quezon Memorial Circle mit dem Denkmal für Manuel Quezon wird mit zwei Haltestellen unterirdisch verlaufen. Nach mehreren Verzögerungen, vor allem beim Bau des Zugdepots am nördlichen Streckenende sowie durch Umplanungen der Lage der Haltestellen Tala und San Jose del Monte wegen Protesten von Anwohnenden, soll die Linie jetzt im 2. Quartal 2025 eröffnet werden.

### Linie 8
Die Linie 8, die zwischenzeitlich auch als Linie 4 in den Planungen bezeichnet war, soll in Manila am Recto-Boulevard starten und entlang der Straßen España, Quezon Avenue und Commonwealth Avenue bis nach Fairview in Quezon City verlaufen. Die Strecke soll durchgehend aufgeständert und zweigleisig über rund 9 Kilometer und insgesamt 8 Haltestellen führen.

### Linie 9
Eine weitere Linie, früher gelegentlich als Linie 5, meist aber als Metro Manila Subway (MMS) bekannt, soll Manila mit den Orten San Juan, Mandaluyong, Taguig und Makati verbinden. Über einen Abzweig, der bis zur Station Asia World an der Linie 1 führt, soll der internationale Flughafen von Manila, Ninoy Aquino International Airport, an das Streckennetz angebunden werden. Die Strecke soll über rund 33 Kilometer und insgesamt 15 Haltestellen vollständig unterirdisch und zweigleisig errichtet werden. Nach Verzögerungen war der Baustart im Dezember 2019, ein erster Abschnitt soll 2025 in Betrieb gehen, die vollständige Inbetriebnahme ist für 2029 geplant.